# العام الأكثر عنفا
العام الأكثر عنفا هو فيلم من نوع إثارة وجريمة أُصدر في 2014. الفيلم من إنتاج فيلم نيشن إنترتينمنت ‏، ومن توزيع إيه 24، وهو من إخراج وسيناريو جي. سي. شاندور.

## القصة
تقع أحداث الفيلم في نيويورك.

## طاقم التمثيل
- هاريس يولين [الإنجليزية]‏
- غلين فليشلر
- بن روزنفيلد
- جيري أدلر
- باتريك برين
- Pico Alexander [الإنجليزية]‏
- روبرت سلوحيسسي [الإنجليزية]‏
- ديفيد أويلو
- جيسيكا شاستاين
- كاتالينا ساندينو مورينو
- فرانك وود [الإنجليزية]‏
- أوسكار إسحاق
- أليساندرو نيفولا
- ديفيد مارغوليز
- ألبيرت بروكس
- اشلي وليامز
- ديزي تاهان
- كريستوفر آبوت
- الياس غابل [الإنجليزية]‏
- جون دوغلاس طومسون
- ماثيو ماهر (ممثل)
- سوزان بلاكويل [الإنجليزية]‏
- إليزابيث مارفيل
- Teddy Coluca ‏
- بيتر جيريتي

## الإنتاج
موسيقى الفيلم التصويرية كانت من تأليف أليكس إيبرت.

## وصلات خارجية
- العام الاكثر عنفا على موقع IMDb (الإنجليزية)
- العام الاكثر عنفا على موقع ميتاكريتيك (الإنجليزية)
- العام الاكثر عنفا على موقع روتن توميتوز (الإنجليزية)
- العام الاكثر عنفا على موقع قاعدة بيانات الأفلام العربية
- العام الاكثر عنفا على موقع ألو سيني (الفرنسية)
- العام الاكثر عنفا على موقع Turner Classic Movies (الإنجليزية)
- العام الاكثر عنفا على موقع أول موفي (الإنجليزية)
- العام الاكثر عنفا على موقع بوكس أوفيس موجو (الإنجليزية)
- العام الاكثر عنفا على موقع فيلمافينيتي (الإسبانية)
- العام الاكثر عنفا على موقع قاعدة بيانات الأفلام السويدية (السويدية)